# Čejč
Čejč település Csehországban, Hodoníni járásban. Čejč Hovorany, Kobylí, Mutěnice, Čejkovice és Terezín településekkel határos. Lakosainak száma 1268 fő (2024. január 1.).

## Népesség
A település lakosságának változását az alábbi diagram mutatja:
| Lakosok száma | 622  | 667  | 1002 | 1035 | 1248 | 1243 | 1230 | 1254 | 1244 | 1268 |
|               | 1869 | 1890 | 1921 | 1950 | 1980 | 2001 | 2017 | 2019 | 2022 | 2024 |